# Municipio de Mitchell (Carolina del Norte)
El municipio de Mitchell (en inglés: Mitchell Township) es un municipio ubicado en el  condado de Bertie en el estado estadounidense de Carolina del Norte. En el año 2010 tenía una población de 2.628 habitantes.

## Geografía
El municipio de Mitchell se encuentra ubicado en las coordenadas 36°11′40.56″N 77°4′1.85″O / 36.1946000, -77.0671806.